# Mieżnik (rejon bieżanicki)
Mieżnik (ros. Межник) – wieś (ros. деревня, trb. dieriewnia) w zachodniej Rosji, w osiedlu wiejskim Polistowskoje rejonu bieżanickiego w obwodzie pskowskim.

## Geografia
Miejscowość położona jest nad rzeką Pyłka, 3 km od centrum administracyjnego osiedla wiejskiego (Krasnyj Łucz), 16 km od centrum administracyjnego rejonu (Bieżanice), 137 km od stolicy obwodu (Psków).

## Demografia
W 2020 r. miejscowość zamieszkiwało 19 osób.